# Igor Kudrenko
Igor Kudrenko (13 novembre 1978) è un ex calciatore kirghiso, di ruolo difensore.